# アマール・スロエフ
アマール・スロエフ（アルメニア語: Ամար Սուլոև, ラテン文字転写: Amar Suloev、1976年1月7日 - 2016年6月27日）は、アルメニアの男性総合格闘家。トヴェリ州カリーニン市出身。

## 来歴
キックボクシングとグレコローマンレスリングの経験を持つ。
2002年、UFCに参戦するが、チャック・リデルとフィル・バローニに連敗した。
2003年のM-1 MFCで岡見勇信と対戦し、パウンドでTKO勝ちを収めた。
2003年12月31日、INOKI BOM-BA-YE 2003でディン・トーマスと対戦し、パウンドでTKO勝ちを収めた。

### PRIDE
2004年7月19日、PRIDE初参戦となったPRIDE 武士道 -其の四-でディーン・リスターと対戦し、判定勝ち。
2005年4月3日、PRIDE 武士道 -其の六-のミドル級グランプリ（-93kg）ラストワントーナメント1回戦でパウロ・フィリオに腕ひしぎ十字固めで一本負け。
2006年6月4日、PRIDE 武士道 -其の十一-のウェルター級（-83kg）グランプリ1回戦で前年のGP準優勝者ムリーロ・ブスタマンチと対戦。ロシアン・フックをヒットさせ、ブスタマンチを追い込み、判定で勝利。2回戦へ進出した。
2006年8月26日、PRIDE 武士道 -其の十二-では、デニス・カーンと対戦。スタンドでは互角の勝負を展開するも、カウンターの右ストレートでダウンし、そのままスリーパーホールドで一本負け。
2016年6月27日、胃癌のため40歳で死亡した。

## 戦績
| 総合格闘技 戦績 | 総合格闘技 戦績 | 総合格闘技 戦績 | 総合格闘技 戦績 | 総合格闘技 戦績 | 総合格闘技 戦績 | 総合格闘技 戦績 |
| --------------- | --------------- | --------------- | --------------- | --------------- | --------------- | --------------- |
| 31 試合         | (T)KO           | 一本            | 判定            | その他          | 引き分け        | 無効試合        |
| 24 勝           | 12              | 8               | 3               | 1               | 0               | 0               |
| 7 敗            | 2               | 3               | 2               | 0               | 0               | 0               |

| 勝敗 | 対戦相手                   | 試合結果                         | 大会名                                                                    | 開催年月日     |
| ○    | ジェセック・バクズコ       | 1R TKO（打撃）                   | M-1 Challenge 2: Russia                                                   | 2008年4月3日   |
| ×    | チェール・ソネン           | 2R 3:33 TKO（マウントパンチ）    | BodogFight: Alvarez vs. Lee                                               | 2007年7月14日  |
| ○    | アンディ・フォスター       | 1R 0:26 KO（パンチ）             | BodogFight: Clash of the Nations                                          | 2007年4月14日  |
| ○    | キム・フン                 | 1R 4:35 TKO（パンチ連打）        | M-1 MFC: Russia vs. Korea                                                 | 2007年1月20日  |
| ×    | デニス・カーン             | 1R 4:10 スリーパーホールド       | PRIDE 武士道 -其の十二- 【ウェルター級グランプリ 2回戦】                  | 2006年8月26日  |
| ○    | ムリーロ・ブスタマンチ     | 2R（10分/5分）終了 判定3-0       | PRIDE 武士道 -其の十一- 【ウェルター級グランプリ 1回戦】                  | 2006年6月4日   |
| ○    | ジェームス・ニコル         | 1R終了時 TKO（ドクターストップ） | Cage Rage 16: Critical Condition                                          | 2006年4月22日  |
| ○    | ダミアン・リシオ           | 1R 1:25 KO                       | M-1 MFC: Russia vs. France                                                | 2005年11月3日  |
| ×    | パウロ・フィリオ           | 1R 4:22 腕ひしぎ十字固め         | PRIDE 武士道 -其の六- 【ミドル級グランプリ ラストワントーナメント 1回戦】 | 2005年4月3日   |
| ○    | ディーン・リスター         | 2R（10分/5分）終了 判定2-1       | PRIDE 武士道 -其の四-                                                     | 2004年7月19日  |
| ○    | ディン・トーマス           | 1R 4:23 TKO（パウンド）          | INOKI BOM-BA-YE 2003 馬鹿になれ夢を持て                                   | 2003年12月31日 |
| ○    | 岡見勇信                   | 1R 4:44 TKO（パウンド）          | M-1 MFC: Russia vs. The World 6                                           | 2003年10月10日 |
| ○    | ジュリアン・ゴンザレス     | 1R 1:38 チョークスリーパー       | M-1 MFC: Russia vs. The World 4                                           | 2002年11月15日 |
| ○    | ポール・カフーン           | 1R 1:03 膝十字固め               | 2H2H 5: Simply the Best 5                                                 | 2002年10月13日 |
| ×    | フィル・バローニ           | 1R 2:55 TKO（マウントパンチ）    | UFC 37: High Impact                                                       | 2002年5月10日  |
| ×    | チャック・リデル           | 5分3R終了 判定0-3                | UFC 35: Throwdown                                                         | 2002年1月11日  |
| ○    | モイス・リンボン           | 1R 4:48 TKO（左足首負傷）        | 2H2H 3: Hotter Than Hot 【決勝】                                          | 2001年10月7日  |
| ○    | ポール・カフーン           | 5分2R終了 判定（ポイント2-0）    | 2H2H 3: Hotter Than Hot 【準決勝】                                        | 2001年10月7日  |
| ○    | パトリック・デ・ウィットー | 1R 1:11 腕ひしぎ十字固め         | 2H2H 3: Hotter Than Hot 【1回戦】                                         | 2001年10月7日  |
| ○    | ペドロ・オタービオ         | 3:40 KO（パンチ）                | M-1 MFC: Russia vs. The World 1                                           | 2001年4月27日  |
| ○    | Valentin Siouljine         | 1R TKO                           | Pancration Cup of Russia 1                                                | 2000年12月1日  |
| ○    | アレクサンドル・マヨロフ   | 1R TKO                           | Pancration Cup of Russia 1                                                | 2000年12月1日  |
| ○    | Vagam Bodjukyan            | チョーク                         | M-1 MFC: World Championship 2000 【決勝】                                 | 2000年11月11日 |
| ○    | リック・ルートリブ         | チョーク                         | M-1 MFC: World Championship 2000 【1回戦】                                | 2000年11月11日 |
| ○    | アンドレイ・シモノフ       | 1R 1:47 チョークスリーパー       | World Vale Tudo Championship 11 【決勝】                                  | 2000年5月27日  |
| ○    | アルベルト・プリマ         | 1R 1:25 ギブアップ（キック）     | World Vale Tudo Championship 11 【準決勝】                                | 2000年5月27日  |
| ○    | ルイス・アルベルト         | 1R 2:26 KO（キック）             | World Vale Tudo Championship 11 【1回戦】                                 | 2000年5月27日  |
| ○    | エリック・オガノフ         | 1R 腕ひしぎ十字固め              | IAFC: Pankration World Championship 2000 1日目                            | 2000年4月28日  |
| ×    | ダレル・ゴーラー           | 10分2R終了 判定                  | M-1 MFC: European Championship 2000                                       | 2000年4月9日   |
| ○    | セルゲイ・ヤンコフスキー   | -                                | Pancration Cup of North Caucasus                                          | 2000年3月5日   |
| ×    | アンドレイ・シモノフ       | 1R 6:08 腕ひしぎ十字固め         | M-1 MFC: World Championship 1999 【1回戦】                                | 1999年4月9日   |

## 獲得タイトル
- M-1 MFC World Championship 2000 優勝（2000年）
- World Vale Tudo Championship 11 優勝（2000年）
- 2H2H 3 優勝（2001年）